# Gand-Wevelgem 2012
La Gand-Wevelgem 2012, settantaquattresima edizione della corsa ciclistica, si è disputata il 25 marzo 2012 per un percorso totale di 235,4 km. È stata vinta dal belga Tom Boonen, che ha concluso in 5h32'44".

## Percorso
Come per le edizioni precedenti, il percorso è stato prevalentemente pianeggiante, con diverse salite e settori in pavé tra il 130 e 170 km. Il primo muro viene affrontato al 138 km, l'ultimo a circa 30 km dal traguardo che, a differenza delle precedenti edizioni, è posto a 235,4 km. Un'altra differenza importante la fanno i muri che in questa edizione sono 11 (a differenza delle altre edizioni, nelle quali erano previsti 14 muri).

## Squadre e corridori partecipanti
Sono state invitate venticinque squadre ciclistiche. Oltre alla presenza obbligatoria degli UCI ProTeam, sono state invitate sette UCI Professional Continental Team, Landbouwkrediet-Euphony, Topsport Vlaanderen-Mercator, Accent.jobs-Willems Veranda's, Cofidis, Farnese Vini-Selle Italia, Project 1T4I ed Europcar.
| N.      | Cod. | Squadra                |
| ------- | ---- | ---------------------- |
| 1-8     | OPQ  | Omega Pharma-Quickstep |
| 11-18   | SKY  | Sky Procycling         |
| 21-28   | LBT  | Lotto-Belisol Team     |
| 31-38   | ALM  | AG2R La Mondiale       |
| 41-48   | AST  | Astana Pro Team        |
| 51-58   | BMC  | BMC Racing Team        |
| 61-68   | EUS  | Euskaltel-Euskadi      |
| 71-78   | FDJ  | FDJ-BigMat             |
| 81-88   | GEC  | GreenEDGE Cycling Team |
| 91-98   | KAT  | Katusha Team           |
| 101-108 | LAM  | Lampre-ISD             |
| 111-118 | LIQ  | Liquigas-Cannondale    |
| 121-128 | MOV  | Movistar Team          |

| N.      | Cod. | Squadra                       |
| ------- | ---- | ----------------------------- |
| 131-138 | RAB  | Rabobank Cycling Team         |
| 141-148 | GAR  | Team Garmin-Barracuda         |
| 151-158 | RNT  | RadioShack-Nissan             |
| 161-168 | SAX  | Team Saxo Bank                |
| 171-178 | VCD  | Vacansoleil-DCM               |
| 181-188 | TPV  | Topsport Vlaanderen-Mercator  |
| 191-198 | LAN  | Landbouwkrediet-Euphony       |
| 201-208 | ACC  | Accent.jobs-Willems Veranda's |
| 211-218 | COF  | Cofidis, le Crédit en Ligne   |
| 221-228 | FAR  | Farnese Vini-Selle Italia     |
| 231-238 | PRO  | Project 1T4I                  |
| 241-248 | EUC  | Team Europcar                 |

### Favoriti
Tra gli altri partecipano George Hincapie (vincitore nel 2001), Andreas Klier (che vinse nel 2003), Tom Boonen (vinse nel 2004 il detentore della corsa, avendo vinto anche l'edizione precedente), Thor Hushovd (vincitore nel 2006), Marcus Burghardt (vincitore nel 2007), Óscar Freire (vinse nel 2008), Edvald Boasson Hagen (vincitore nel 2009) e Bernhard Eisel (vinse nel 2010). La BMC Racing Team si presenta con tre ex vincitori della classica belga, in aggiunta a Philippe Gilbert, Greg Van Avermaet e Alessandro Ballan. Tra i maggiori favoriti spuntano i nomi di Mark Cavendish, Daniele Bennati, Peter Sagan e Fabian Cancellara.

## Resoconto degli eventi
La fuga del mattino vede avvantaggiarsi Koen Barbé, Thomas Bertolini, Vladimir Isajčev, Jon Izagirre, Anders Lund, Stein Neirynck e Kevin Van Melsen. Gli ultimi ad essere ripresi dal plotone sono Izagirre e Lund: il gruppo è guidato da diversi velocisti tra i quali Cavendish, André Greipel e John Degenkolb. Nel tratto in pianura tentano un'azione Cancellara e Sagan, ma il loro tentativo fallisce. La volata finale è regolata da Tom Boonen, che batte il giovane slovacco Peter Sagan e il danese Matti Breschel, uno degli outsider di giornata. Poi Freire, Bennati, Boasson Hagen, Marcato si piazzano nei primi posti. Boonen realizza una doppietta avendo vinto l'edizione precedente; trova anche il secondo successo in tre giorni, essendosi aggiudicato due giorni prima l'E3 Harelbeke.

## Ordine d'arrivo (Top 10)
| Pos. | Corridore            | Squadra        | Tempo    |
| ---- | -------------------- | -------------- | -------- |
| 1    | Tom Boonen           | Omega Pharma   | 5h32'44" |
| 2    | Peter Sagan          | Liquigas       | s.t.     |
| 3    | Matti Breschel       | Rabobank       | s.t.     |
| 4    | Óscar Freire         | Katusha        | s.t.     |
| 5    | Edvald Boasson Hagen | Sky Procycling | s.t.     |
| 6    | Daniele Bennati      | RadioShack     | s.t.     |
| 7    | Marco Marcato        | Vacansoleil    | s.t.     |
| 8    | Steve Chainel        | FDJ-BigMat     | s.t.     |
| 9    | Filippo Pozzato      | Farnese Vini   | s.t.     |
| 10   | Giovanni Visconti    | Movistar       | s.t.     |

## Punteggi UCI
| Pos. | Corridore            | Squadra        | Punti |
| ---- | -------------------- | -------------- | ----- |
| 1    | Tom Boonen           | Omega Pharma   | 80    |
| 2    | Peter Sagan          | Liquigas       | 60    |
| 3    | Matti Breschel       | Rabobank       | 50    |
| 4    | Óscar Freire         | Katusha        | 40    |
| 5    | Edvald Boasson Hagen | Sky Procycling | 30    |
| 6    | Daniele Bennati      | RadioShack     | 22    |
| 7    | Marco Marcato        | Vacansoleil    | 14    |
| 8    | Steve Chainel        | FDJ-BigMat     | 10    |
| 9    | Giovanni Visconti    | Movistar       | 2     |

| Pos. | Squadra                | Punti |
| ---- | ---------------------- | ----- |
| 1    | Omega Pharma-Quickstep | 80    |
| 2    | Liquigas-Cannondale    | 60    |
| 3    | Rabobank Cycling Team  | 50    |
| 4    | Katusha Team           | 40    |
| 5    | Sky Procycling         | 30    |
| 6    | RadioShack-Nissan      | 22    |
| 7    | Vacansoleil-DCM        | 14    |
| 8    | FDJ-BigMat             | 10    |
| 9    | Movistar Team          | 2     |

| Pos. | Nazione    | Punti |
| ---- | ---------- | ----- |
| 1    | Belgio     | 80    |
| 2    | Slovacchia | 60    |
| 3    | Danimarca  | 50    |
| 4    | Spagna     | 40    |
| 5    | Italia     | 38    |
| 6    | Norvegia   | 30    |
| 7    | Francia    | 10    |